# Плероцеркоид
Плероцеркоид (от др.-греч. πλήρης [plērēs] — полный, законченный и κέρκος [kérkos] — хвост) — последняя личиночная стадия многих ленточных червей,  имеющих жизненный цикл, связанный с водой (таких как широкий лентец и обыкновенный ремнец). Тело удлинённое, от 2 до 80 см в длину. Обладают сколексом и часто проявляют некоторую степень стробиляции.
Предыдущая стадия жизненного цикла — процеркоид — развивается из съеденного корацидия в водных членистоногих, например, в веслоногих ракообразных. Когда членистоногое заглатывается вторым промежуточным хозяином, обычно рыбой, процеркоид проникает в кишечник, мигрирует в скелетные мышцы и превращается в плероцеркоид. Если второй промежуточный хозяин съедается окончательным позвоночным хозяином (для широкого лентеца таковым может быть человек, кошка или собака, для обыкновенного ремнеца — водоплавающие птицы), червь прикрепляется к эпителию кишечника окончательного хозяина, где развивается во взрослую особь. 
Плероцеркоиды обычно могут передаваться паратенически от хозяина к хозяину через хищничество.